# Grinau
Grinau település Németországban, Schleswig-Holstein tartományban. Lakosainak száma 297 fő (2023. december 31.).

## Népesség
A település népességének változása:
| Lakosok száma | 198  | 298  | 304  | 332  | 282  | 297  |
|               | 1975 | 2017 | 2019 | 2021 | 2022 | 2023 |